# Roberto Rolfo
Roberto Rolfo (Torino, 1980. március 23. –) olasz motorversenyző, jelenleg a MotoGP Moto2-es géposztályának tagja. Korábban a Superbike-világbajnokságban is versenyzett.

## Karrierje
A gyorsaságimotoros-világbajnokságban az 1996-os szezonban mutatkozott be, amikor három futamon indult. Pontot nem szerzett.
A következő évtől kezdve már teljes évre szóló szerződést kapott. Legjobb évei 2001 és 2003 között voltak, amikor előbb negyedik, majd harmadik, végül második lett. 2005-ben felkerült a királykategóriába is, ám ott egy felejthető szezont teljesített.
2006-tól három éven keresztül a Superbike-világbajnokság tagja volt, ahol legjobb összetett eredménye egy nyolcadik hely volt.
2010-ben tért vissza korábbi sikerei helyszínére, a negyedliteres géposztályt felváltó Moto2-be. Több gyenge eredmény, valamint néhány pontszerző helyezés mellett szerzett egy harmadik és egy első helyet is, végül tizennegyedik lett.

## Teljes MotoGP-eredménylistája
(Táblázat értelmezése)

(Félkövér: pole-pozícióból indult; dőlt: leggyorsabb kört futott) 

| Év   | Géposztály | Motor     | 1      | 2      | 3      | 4      | 5      | 6      | 7      | 8       | 9       | 10     | 11     | 12     | 13     | 14      | 15     | 16     | 17     | Poz. | Pont |
| ---- | ---------- | --------- | ------ | ------ | ------ | ------ | ------ | ------ | ------ | ------- | ------- | ------ | ------ | ------ | ------ | ------- | ------ | ------ | ------ | ---- | ---- |
| 1996 | 250 cm³    | Aprilia   | MAL    | INA    | JPN    | SPA    | ITA 27 | FRA    | NED    | GER     | GBR     | AUT    | CZE    | IMO 22 | CAT    | BRA     | AUS    |        |        | -    | -    |
| 1998 | 250 cm³    | TSR-Honda | JPN Ki | MAL 12 | SPA 13 | ITA Ki | FRA 14 | MAD 10 | NED 10 | GBR 12  | GER 11  | CZE 15 | IMO 8  | CAT 8  | AUS 13 | ARG 5   |        |        |        | 12.  | 61   |
| 1999 | 250 cm³    | Aprilia   | MAL 10 | JPN 12 | SPA 9  | FRA Ki | ITA Ki | CAT 5  | NED Ki | GBR Sér | GER 12  | CZE 11 | IMO 10 | VAL 13 | AUS NI | RSA Sér | BRA 9  | ARG 7  |        | 14.  | 62   |
| 2000 | 250 cm³    | TSR-Honda | RSA 15 | MAL 14 | JPN Ki | SPA 19 | FRA    | ITA    |        |         |         |        |        |        |        |         |        |        |        | 16.  | 26   |
| 2000 | 250 cm³    | Aprilia   |        |        |        |        |        |        | CAT Ki | NED 9   | GBR Ki  | GER 6  | CZE    | POR    | VAL    | BRA     | PAC Ki | AUS 10 |        | 16.  | 26   |
| 2001 | 250 cm³    | Aprilia   | JPN 5  | RSA 8  | SPA 7  | FRA 9  | ITA 2  | CAT 3  | NED Ki | GBR 2   | GER 4   | CZE 5  | POR 4  | VAL 8  | PAC 5  | AUS 3   | MAL 10 | BRA 8  |        | 4.   | 177  |
| 2002 | 250 cm³    | Honda     | JPN 8  | RSA 4  | SPA 2  | FRA 5  | ITA 8  | CAT 2  | NED 3  | GBR 5   | GER 2   | CZE Ki | POR 4  | BRA 2  | PAC 6  | MAL 3   | AUS 4  | VAL 2  |        | 3.   | 219  |
| 2003 | 250 cm³    | Honda     | JPN 7  | RSA 5  | SPA 2  | FRA 3  | ITA 4  | CAT 9  | NED 6  | GBR 5   | GER 1   | CZE 4  | POR 4  | BRA 2  | PAC 2  | MAL 4   | AUS 1  | VAL 7  |        | 2.   | 235  |
| 2004 | 250 cm³    | Honda     | RSA 9  | SPA 1  | FRA Ki | ITA 7  | CAT Ki | NED 9  | BRA 7  | GER 6   | GBR DNS | CZE 6  | POR 10 | JPN 7  | QAT 7  | MAL Ki  | AUS 10 | VAL 7  |        | 8.   | 116  |
| 2005 | MotoGP     | Ducati    | SPA 15 | POR 13 | CHN 16 | FRA 15 | ITA 17 | CAT 14 | NED 18 | USA Ki  | GBR 10  | GER 14 | CZE 17 | JPN Ki | MAL 13 | QAT 12  | AUS 13 | TUR 16 | VAL Ki | 18.  | 25   |
| 2010 | Moto2      | Suter     | QAT 5  | SPA 12 | FRA 10 | ITA 18 | GBR 24 | NED Ki | CAT Ki | GER 3   | CZE Ki  | IND 25 | SMR 10 | ARA 19 | JPN 9  | MAL 1   | AUS 26 | POR Ki | VAL 25 | 14.  | 75   |

## Teljes Superbike-eredménylistája
(Táblázat értelmezése)

(Félkövér: pole-pozícióból indult; dőlt: leggyorsabb kört futott) 

| Év   | Motor  | 1      | 1      | 2      | 2      | 3      | 3      | 4      | 4      | 5      | 5      | 6      | 6      | 7      | 7      | 8      | 8      | 9      | 9      | 10     | 10     | 11     | 11     | 12     | 12     | 13     | 13     | 14     | 14     | Poz. | Pont |
| Év   | Motor  | V1     | V2     | V1     | V2     | V1     | V2     | V1     | V2     | V1     | V2     | V1     | V2     | V1     | V2     | V1     | V2     | V1     | V2     | V1     | V2     | V1     | V2     | V1     | V2     | V1     | V2     | V1     | V2     | Poz. | Pont |
| ---- | ------ | ------ | ------ | ------ | ------ | ------ | ------ | ------ | ------ | ------ | ------ | ------ | ------ | ------ | ------ | ------ | ------ | ------ | ------ | ------ | ------ | ------ | ------ | ------ | ------ | ------ | ------ | ------ | ------ | ---- | ---- |
| 2006 | Ducati | QAT 7  | QAT 13 | AUS 5  | AUS 7  | SPA Ki | SPA 16 | ITA 8  | ITA 10 | GBR 17 | GBR 19 | SMR 15 | SMR 15 | CZE 12 | CZE 17 | GBR 18 | GBR 18 | NED 8  | NED 12 | GER Ki | GER 17 | ITA 14 | ITA 15 | FRA 14 | FRA 17 |        |        |        |        | 16.  | 69   |
| 2007 | Honda  | QAT 7  | QAT Ki | AUS 11 | AUS 10 | GBR 9  | GBR 7  | SPA 10 | SPA 12 | NED 9  | NED 5  | ITA Ki | ITA 4  | GBR 4  | GBR    | SMR 5  | SMR 8  | CZE 5  | CZE 5  | GBR 6  | GBR 11 | GER 5  | GER 7  | ITA Ki | ITA 5  | FRA 10 | FRA 7  |        |        | 8.   | 192  |
| 2008 | Honda  | QAT 11 | QAT 15 | AUS 10 | AUS 16 | SPA 10 | SPA 17 | NED 22 | NED 14 | ITA    | ITA    | USA 20 | USA 16 | GER 16 | GER 17 | SMR 17 | SMR 18 | CZE Ki | CZE 12 | GBR 10 | GBR 14 | GBR 6  | GBR 13 | ITA 8  | ITA 10 | FRA Ki | FRA 10 | POR 12 | POR 18 | 17.  | 59   |
| 2009 | Honda  | AUS 13 | AUS 16 | QAT Ki | QAT Ki | SPA    | SPA    | NED    | NED    | ITA    | ITA    | RSA    | RSA    | USA    | USA    | SMR    | SMR    | GBR    | GBR    | CZE    | CZE    | GER    | GER    | ITA    | ITA    | FRA    | FRA    | POR    | POR    | 39.  | 3    |

## Fordítás
- Ez a szócikk részben vagy egészben  a   Roberto Rolfo című olasz Wikipédia-szócikk fordításán alapul.  Az eredeti cikk szerkesztőit annak laptörténete sorolja fel. Ez a jelzés csupán a megfogalmazás eredetét és a szerzői jogokat jelzi, nem szolgál a cikkben szereplő információk forrásmegjelöléseként.

## Külső hivatkozások
- Hivatalos weboldala
- Profilja a MotoGP hivatalos weboldalán[halott link]
- Profilja a Superbike hivatalos weboldalán